# Liste der Bodendenkmäler in Kleinrinderfeld
Auf dieser Seite sind die Bodendenkmäler in der unterfränkischen Gemeinde Kleinrinderfeld zusammengestellt. Diese Tabelle ist eine Teilliste der Liste der Bodendenkmäler in Bayern. Grundlage ist die Bayerische Denkmalliste, die auf Basis des Bayerischen Denkmalschutzgesetzes vom 1. Oktober 1973 erstmals erstellt wurde und seither durch das Bayerische Landesamt für Denkmalpflege geführt wird. Die folgenden Angaben ersetzen nicht die rechtsverbindliche Auskunft der Denkmalschutzbehörde.

## Bodendenkmäler in Kleinrinderfeld
| Lage       | Objekt | Akten-Nr.     | Bild |
| ---------- | --- | ------------- | ---- |
| (Standort) | Siedlung der Linearbandkeramik und der Urnenfelderzeit sowie mittelalterliche und frühneuzeitliche Befunde                                                | D-6-6225-0133 |      |
| (Standort) | Siedlung der Linearbandkeramik, des Mittelneolithikums sowie der Urnenfelderzeit                                                                          | D-6-6225-0134 |      |
| (Standort) | Siedlung der Linearbandkeramik, des Mittelneolithikums, der Bronzezeit                                                                                    | D-6-6225-0135 |      |
| (Standort) | Siedlung der Urnenfelderzeit und vermutlich der Hallstattzeit.                                                                                            | D-6-6225-0136 |      |
| (Standort) | Siedlung der Linearbandkeramik. | D-6-6225-0137 |      |
| (Standort) | Mittelalterliche und neuzeitliche Bestattungen. | D-6-6225-0138 |      |
| (Standort) | Siedlung der Linearbandkeramik. | D-6-6225-0219 |      |
| (Standort) | Siedlung der Linearbandkeramik, der Hallstattzeit und vermutlich der Bronzezeit.                                                                          | D-6-6225-0220 |      |
| (Standort) | Archäologische Befunde im Bereich der frühneuzeitlichen Kath. Pfarrkirche St. Martin von Kleinrinderfeld mit Körperbestattungen im angrenzenden Kirchhof. | D-6-6225-0317 |      |